# Stockholm Exiles RFC
Stockholm Exiles Rugby Football Club, eller Stockholm Exiles RFC, är en rugbyklubb från Stockholm. Den grundades 1963 av britter, USA och australiensare. De första 20 åren hade klubben mest utländska spelare men från tidigt 1980-talet har klubben bytt profil och har flera svenska spelare även om klubben fortfarande attraherar många utländska. Klubben har en av de största och mest framgångsrika ungdomssektionerna i landet.[källa behövs]
Stockholm Exiles har som tradition att resa mycket och gärna och har spritt kunskapen att rugby spelas i Sverige som ingen annan klubb.[källa behövs] Resor har gjorts till bland annat USA, England, Skottland, Wales, Frankrike, Danmark, Finland, Norge, Tyskland, Singapore, Hongkong och Sydafrika.
Stockholm Exiles fick som regerande svenska mästare representera Sverige 2005 i den nyinrättade Europacupen för mästarlag. Den första omgången vanns efter segrar mot finska mästarna Jyväskylä och danska mästarna Frederiksberg.
Klubben har blivit svenska mästare i XV-rugby 1972, 1989, 2002, 2004, 2005, 2008, 2010, 2012, 2013, 2014, 2015, 2016, 2017, 2018, 2019, 2020 och 2021. Damerna har också blivit svenska mästarinnor ett antal gånger, senast år 2007.